# Petar Dachev
Petar Nachev Dachev  (en bulgare : Петър Дачев, né le 15 juin 1979 à Trojan) est un athlète bulgare, spécialiste du saut en longueur.

## Carrière
Il se révèle en 1998 en remportant les Championnats du monde juniors d'Annecy avec la marque de 8,14 m, puis en se classant, à l'âge de dix-neuf ans, troisième des Championnats d'Europe de Budapest.
En début de saison 2000, Petar Dachev devient Championnats d'Europe en salle du saut en longueur à Gand, en Belgique. Auteur de 8,26 m, il devance sur le podium le Roumain Bogdan Tarus et le Russe Vitaliy Shkurlatov.
Il est le frère de Petia Dacheva, spécialiste du triple saut.

### Palmarès
| Date | Compétition                    | Lieu       | Résultat | Marque |
| ---- | ------------------------------ | ---------- | -------- | ------ |
| 1998 | Championnats du monde juniors  | Annecy     | 1er      | 8,14 m |
| 1998 | Championnats d'Europe          | Budapest   | 3e       | 8,06 m |
| 2000 | Championnats d'Europe en salle | Gand       | 1er      | 8,26 m |
| 2000 | Jeux olympiques                | Sydney     | 11e      | 7,80 m |
| 2001 | Championnats du monde en salle | Lisbonne   | 12e      | 7,45 m |
| 2002 | Championnats d'Europe en salle | Vienne     | 3e       | 8,17 m |
| 2003 | Championnats du monde en salle | Birmingham | 6e       | 7,79 m |

### Records
| Épreuve                  | Performance | Lieu    | Date            |
| ------------------------ | ----------- | ------- | --------------- |
| Saut en longueur         | 8,30 m      | Nicosie | 23 juin 2000    |
| Saut en longueur (salle) | 8,27 m      | Sofia   | 10 février 2002 |